# Christine von Ahlefeldt
Christine Gräfin von Dernath geb. von Ahlefeldt (* 1643; † 1691) war Oberhofmeisterin und Ministerin der Kurfürstin von Kursachsen.

## Leben
Christine von Ahlefeldt war die Tochter von Detlev von Ahlefeldt und Ida von Pogwisch (1619–1679). Sie genoss eine ausgezeichnete Erziehung durch Hauslehrer und Gouvernanten und war 1675 Hofmeisterin und später Haus- und Kabinettsministerin der Kurfürstin von Sachsen. 
Am 20. November 1665 heiratete sie Gerhard Reichsgraf von Dernath (1622–89), Freiherr von Corters und Hofen, Kursächsischer Geheimer Rat und Kriegsrat sowie Feldmarschall. Durch die Hochzeit wurde sie Stammmutter aller Holsteinischen Grafen von Dernath.